# Coos City
Coos City az Amerikai Egyesült Államok északnyugati részén, Oregon állam Coos megyéjében elhelyezkedő kísértetváros.
A posta 1873 és 1884 között működött.